# ケニー・アトキンソン
ケネス・ニール・アトキンソン（Kenneth Neil Atkinson、1967年6月2日 - ）はアメリカ合衆国ニューヨーク州ハンティントン出身の元プロバスケットボール選手、指導者。

## 経歴
ニューヨーク州ハンティントンで生まれ、1986年から4年間リッチモンド大学でプレーし、1988年にリッチモンド・スパイダースはNCAAトーナメントでベスト16の成績を残している。1990年にイタリアのセリエAでプロデビューし、フランス、ドイツ、スペイン、オランダで、1990年から2004年までプレーした。1991年の夏にニューヨーク・ニックスを含む数チームでトライアウトを受けたがNBA入りすることはできなかった。

## NBAコーチ
2006年8月6日にニューヨーク・ニックスのアシスタントコーチとなった。4シーズン務めた後、ヒューストン・ロケッツの2012年にアトランタ・ホークスのコーチングスタッフに加わった。2016年4月17日、ホークスのシーズン終了後に、ブルックリン・ネッツのヘッドコーチに就任することが報じられた。
再建下の体制で1年目は20勝、2年目は28勝と我慢のシーズンが続くが、３年目、2018-2019シーズンは、前年、ロサンゼルス・レイカーズから移籍してきたディアンジェロ・ラッセルの成長もあり、42勝40敗で第６シードとしてプレーオフに進出を果たした。
しかし2019-2020年、トレードなどを経てカイリー・アービングやケビン・デュラントらスター選手を複数起用するも、チーム内には摩擦が発生。チームは28勝34敗と波に乗り切れず、2020年3月7日、アトキンソンはヘッドコーチを辞任した。
その後、2020年11月16日、ロサンゼルス・クリッパーズに採用され、ヘッドコーチであるティロン・ルーの下でアシスタントコーチを務める。2021-2024シーズンはゴールデンステート・ウォリアーズでアシスタントコーチとしてヘッドコーチのスティーブ・カーを支え、2022年のウォリアーズ優勝に貢献した。
2024年6月28日、クリーブランド・キャバリアーズにヘッドコーチとして招かれる。2024-2025シーズン、キャバリアーズは開幕から15連勝を記録。これはNBA史上開幕連勝の２位タイの記録であり、アトキンソンはフランチャイズで初就任から15連勝を達成したNBA史上唯一のヘッドコーチとなる。このシーズンは首位を快走し、2025年1月、オールスターゲームの指揮官になることが発表された。
このシーズン、チームをイースタン・カンファレンス1位へと導いたアトキンソンは年間最優秀コーチ賞（Coach of the Year）を受賞。キャバリアーズは前任のJ・B・ビッカースタッフ体制で昨季48勝だったが、今季はアトキンソンのもとで64勝、これはレブロン・ジェームズ不在のシーズンとしては球団史上最多勝記録である。アトキンソンは過去11年で6人目となる「新チームでの初年度に同賞を受賞した」コーチとなった。

## 代表チームのコーチングキャリア
2023年12月14日、フランス代表のアシスタントコーチに就任すると発表された。

## ヘッドコーチ成績
| チーム | シーズン | G   | W   | L   | W–L% | シーズン結果           | PG | PW | PL | PW–L% | 最終結果             |
| ------ | -------- | --- | --- | --- | ---- | ---------------------- | -- | -- | -- | ----- | -------------------- |
| BKN    | 2016–17  | 82  | 20  | 62  | .244 | アトランティック最下位 | —  | —  | —  | —     | プレーオフ進出ならず |
| BKN    | 2017–18  | 82  | 28  | 54  | .341 | アトランティック最下位 | —  | —  | —  | —     | プレーオフ進出ならず |
| BKN    | 2018–19  | 82  | 42  | 40  | .512 | アトランティック4位    | 5  | 1  | 4  | .200  | 1回戦敗退            |
| BKN    | 2019–20  | 62  | 28  | 34  | .452 | アトランティック4位    | —  | —  | —  | —     | プレーオフ進出ならず |
| 通算   | 通算     | 308 | 118 | 190 | .383 |                        | 5  | 1  | 4  | .200  |                      |